# Tranefugle
Tranefugle (Gruiformes) er en orden i dyreklassen fugle, hvis taksonomi er meget omdiskuteret.
I dag placeres følgende familier oftest i ordenen:
- Vandhøns (Rallidae)
- Dunhaler (Sarothruridae)
- Svømmerikser (Heliornithidae)
- Riksetraner (Aramidae)
- Trompetérfugle (Psophiidae)
- Traner (Gruidae)

Tidligere henførtes familien seriemaer (Cariamidae) til denne orden, men i dag er den flyttet til sin egen orden Cariamiformes. Også drosselrikser (Mesitornithidae) som ofte tidligere placeredes i ordenen, placeres nu i sin egen orden Mesitornithiformes. Desuden placeres nu heller ikke kaguer (Rhynochetidae), solrikser (Eurypygidae) og trapper (Otididae) i ordenen. Visse studier tyder på, at denne gruppering stadig er polyfyletisk og løser dette ved at placere kaguen og solriksen i søsterordenen Eurypygiformes. Nu placeres dunhaler som tidligere blev behandlet som en del af vandhønsene i sin egen familie Sarothruridae.

## Forekomst og egenskaber
Tranefugle er små eller mellemstore fugle med 130 arter over hele jorden bortset fra polarområderne. De er mere eller mindre knyttet til vand, og tæerne er hos visse arter stærkt forlængede, en tilpasning til en levevis på flydende vegetation, og undertiden forsynet med svømmelapper. Kroppen er ofte sammentrykt fra siderne, halen kort og vingerne korte og afrundede. Visse arter på den sydlige halvkugle er ikke i stand til at flyve.